# Artéria brônquica
As artérias brônquicas são ramos da aorta e das artérias intercostais que alimentam os brônquios. Fazem parte da circulação de suporte pulmonar e não têm a função de trocas gasosas a nível dos alvéolos como acontece com os ramos das artérias pulmonares. Transportam sangue arterial ao contrário das artérias pulmonares. 
Os ramos da artéria brônquica acompanham a árvore brônquica até os bronquíolos respiratórios, onde se anastomosam com pequenos ramos das artérias pulmonares.
- Artérias brônquicas esquerdas: para o lado esquerdo há 2 artérias que nascem da face posterior da aorta
- Artéria brônquica direita: há uma só artéria para o lado direito que nasce da 3ª ou 5ª artéria intercostal.[1]

Os pulmões têm duas circulações: uma que os alimenta, a circulação brônquica e outra que serve para as trocas gasosas e é portanto funcional. 